# Tank ONO
	Tank ONO, s.r.o. je česká síť čerpacích stanic, která se zaměřuje na prodej pohonných hmot s minimální marží. Plzeňskou rodinnou firmu řídí bratři Jiří a Petr Ondrovi a síť má 45 stanic (2024).

## Historie
Firma vznikla v roce 1993, kdy ji založili bratři Jiří a Petr Ondrovi. Svou první čerpací stanici otevřela v roce 1994 v Plzni, potom postupně nakupovala další v Čechách a nakonec expandovala také na Moravu. V roce 2013 už ovládala 10 procent českého trhu s palivy.

## Firemní strategie
Firma provozuje nejlevnější českou síť čerpacích stanic. Začínala jako malý regionální prodejce, ale už v roce 2013 byla co do množství prodaných pohonných hmot jedním z největších prodejců v zemi. Zaměřuje se na prodej pohonných hmot s minimální marží, která ale přináší vysoký počet zákazníků a tím i vysoký obrat. V roce 2020 byla marže zhruba 1 korunu na litr. Hmoty nakupuje od domácích rafinerií, ale i od levnějších dovozců ze zahraničí. Její byznys je nízkonákladový, firma neutrácí za marketing a odmítá vstoupit do některé z asociací prodejců pohonných hmot. Pumpy nevlastní přímo společnost, ale bratři Ondrové nebo jejich rodinní příslušníci, od kterých si firma pumpy pronajímá. V roce 2016 připadaly na jednu stanici průměrné roční tržby 434 milionů Kč, což bylo výrazně více než u konkurence. Firma investuje do vylepšování svých pump a myček a v případě výhodné nabídky také do rozšiřování sítě.

## Kritika
Konkurence kritizuje ceny Tank ONO a upozorňuje na rizika podvodů při odvodu DPH za paliva. Ačkoliv Tank ONO sama zákon neporušuje, konkurence podezřívá firmy v jejím dodavatelském řetězci. Podle některých konkurentů totiž firma kupuje palivo za nestandardně nízké ceny, což může být způsobeno nezaplacením daně některým z dodavatelů, který mohl například fiktivně zkrachovat a prodat palivo dál, bez zaplacení daně, „se slevou“. Někteří tvrdí, že firma s tak nízkými cenami nemůže generovat tak vysoký zisk.
Toto podezření ale nebylo potvrzeno a firma ho odmítla s tím, že z její strany je vše v pořádku a v posledních letech před rokem 2013 si držela stále stejné dodavatele, o kterých informuje finanční úřad a u kterých nemá čas při nákupu minimálně 50 cisteren paliva denně sledovat, jestli nešidí stát na daních.